# 葵高等学院
葵高等学院（あおいこうとうがくいん）とは、一般社団法人葵学園が運営する通信制高等学校の学習連携校および予備校。
通信制高校の学習連携校、専門学科、高等学校卒業程度認定試験（高認）受験指導、大学受験指導、フリースクール（在籍校復帰）を業務とする。

## 設置学科
- 総合学科
  - 普通コース（通学型と通信型）
  - 進学コース（通学型）
  - マンガコース（通学型）
  - ネイルコース（通学型） 日本ネイリスト協会検定　1級～3級取得
  - ビジネスキャリアコース（通学型）YESプログラム認定講座

## 歴史
- 2005年　フリースクール葵学園（2004設立）の高等部として設置、八洲学園高等学校のサポート校となる。
- 2006年　高等部を葵高等学院へと名称変更、長岡駅前校設立。
- 2009年　鹿島学園高等学校（通信制）の学習連携校として連携